# Miroslav Šeparović
Miroslav Šeparović (Blato, 18. srpnja 1958.), hrvatski pravnik, aktualni sudac i predsjednik Ustavnog suda Republike Hrvatske, bivši ministar pravosuđa Republike Hrvatske.

## Životopis
Od 1986. do 1989. godine bio je sudac Općinskog suda u Zagrebu. Poslije toga je zaposlen u Ministarstvu pravosuđa Republike Hrvatske, gdje postaje zamjenik ministra.
Od 1995. do 1998. godine je ministar pravosuđa Republike Hrvatske.
Od 1998. do 1999. godine obnaša visoke dužnosti u obavještajnoj zajednici; ravnatelja Hrvatske izvještajne službe i zamjenika predstojnika Ureda za nacionalnu sigurnost obavlja od 1998. do 1999. 
Od siječnja 2000. do 2009. godine radio je kao odvjetnik. 
Znanstveni stupanj doktora znanosti iz područja građanskog prava i obiteljsko pravnih znanosti stekao je na Pravnom fakultetu Sveučilišta u Zagrebu 2013. obranivši disertaciju pod nazivom Dobrobit djeteta i načelo najboljeg interesa djeteta u praksi Europskog suda za ljudska prava i Ustavnog suda Republike Hrvatske. 
Autor je i koautor više knjiga i članaka iz područja građanskog prava, te redoviti je član Akademije pravnih znanosti Hrvatske. Za knjigu Dobrobit djeteta i najbolji interes djeteta u sudskoj praksi dobio je priznanje Zaklade dr. Jadranko Crnić kao djelo od osobite važnosti za unapređenje pravne struke u Republici Hrvatskoj u 2014. godine.
Odlikovan je Redom hrvatskog trolista, Spomenicom Domovinskog rata, Spomenicom domovinske zahvalnosti, Spomen medaljom Vukovar i Redom kneza Branimira s ogrlicom.